# Midnight Run – Fünf Tage bis Mitternacht
Midnight Run – Fünf Tage bis Mitternacht (Midnight Run) ist eine US-amerikanische Thriller-Komödie aus dem Jahr 1988. Die Hauptrollen spielten Robert De Niro und Charles Grodin.

## Handlung
Der Buchhalter Jonathan Mardukas unterschlägt als Mitarbeiter des Mafiachefs Jimmy Serrano 15 Millionen Dollar und gibt sie an wohltätige Einrichtungen weiter. Danach setzt er sich ab. Er wird festgenommen und Eddie Moscone, Inhaber eines Kautionsbüros, hinterlegt für ihn 450.000 Dollar Kaution. Mardukas setzt sich jedoch erneut ab, und Moscone fürchtet, dass er seine 450.000 Dollar abschreiben muss. Retten soll ihn der Kopfgeldjäger Jack Walsh, ein ehemaliger Polizist aus Chicago. Dieser soll Mardukas in New York aufspüren und ihn binnen fünf Tagen nach Los Angeles bringen. Als Belohnung soll er 100.000 Dollar bekommen.
Das von Alonzo Mosely vertretene FBI ist ebenfalls daran interessiert, Mardukas aufzuspüren. Man will, dass er gegen Serrano aussagt. Mosely bedrängt Walsh. Er soll sich in die Suche nach Mardukas nicht einmischen und soll das Feld dem FBI überlassen. Walsh lässt sich nicht beeindrucken und entwendet Moselys Dienstausweis.
Walsh spürt Mardukas auf, nimmt ihn fest und will mit ihm nach Los Angeles fliegen. Mardukas täuscht jedoch heftige Flugangst vor, sodass sie die Strecke per Bahn bewältigen müssen. Walsh setzt mehrfach Moselys Dienstausweis ein, und seine gelegentlichen Anrufe im Kautionsbüro werden vom FBI mitgehört. Über einen korrupten Mitarbeiter von Moscone gelangen diese Informationen auch an die Mafia. Der zusehends nervöse Moscone beauftragt zusätzlich den Kopfgeldjäger Dorfler, der mit Walsh noch eine Rechnung offen hat.
Das FBI, die Mafia und Dorfler verfolgen Walsh und Mardukas, hinken jedoch anfangs immer wieder einen Schritt hinterher. Auch unternimmt Mardukas einen Fluchtversuch, Walsh fängt ihn jedoch wieder ein. In Arizona wird Mardukas von Dorfler entführt. Er will ihn gegen Bezahlung an Serranos Leute ausliefern, wird dann aber von diesen überwältigt, und Mardukas gerät so in die Hände der Mafia.
Walsh spiegelt der Mafia vor, er habe Computerdisketten mit dem von Mardukas gesammelten belastenden Material. Diese will er gegen Mardukas eintauschen. Die vom FBI inszenierte Übergabe auf dem Flughafen von Las Vegas wird um ein Haar vom ahnungslos dazukommenden Dorfler vermasselt. Am Ende wird Serrano aber vom FBI festgenommen.
Walsh lässt Mardukas frei. Dieser revanchiert sich, indem er Walsh einen Geldgurt überlässt, der rund 300.000 Dollar enthält.

## Synchronisation
| Rolle             | Darsteller      | Synchronsprecher         |
| ----------------- | --------------- | ------------------------ |
| Jack Walsh        | Robert De Niro  | Christian Brückner       |
| Jonathan Mardukas | Charles Grodin  | Thomas Danneberg         |
| Alonzo Mosley     | Yaphet Kotto    | Helmut Krauss            |
| Marvin Dorfler    | John Ashton     | Engelbert von Nordhausen |
| Jimmy Serrano     | Dennis Farina   | Kurt Goldstein           |
| Tony Darvo        | Richard Foronjy | Arnold Marquis           |

## Kritiken
Roger Ebert lobte in der Chicago Sun-Times vom 20. Juli 1988 die darstellerische Leistung von Robert De Niro. Nach seinem Auftritt in Brazil sei es ihm ein weiteres Mal gelungen, seine komische Seite voll zur Geltung zu bringen. Ebert bescheinigt den beiden Hauptdarstellern, dass sie auf überzeugende Weise Elemente einer Komödie mit den Elementen eines Thrillers zu verbinden verstehen.
Joachim Schätz lobte auf www.filmzentrale.com die Darstellungen von Robert De Niro und Charles Grodin; letzterer sei „in seinem Spiel mit einer unorthodoxen Mischung von Naivität und Abgebrühtheit gesegnet“. Er bezeichnete das Drehbuch als effizient, aber nicht elegant, die Charaktere als intelligent, den Film als temporeich.

## Auszeichnungen
Robert De Niro und der Film als Beste Komödie wurden 1989 für den Golden Globe nominiert. Charles Grodin gewann 1988 einen Preis des Valladolid International Film Festival.

## Titel
Ein midnight run (Englisch etwa „mitternächtlicher Ausflug“) ist im Amerikanischen Englisch ein kurzer, spätabendlicher Einkaufstrip, um etwa Bier oder Zigaretten zu holen. Im Film verspricht der Kautionsbüroinhaber dem Kopfgeldjäger, der Auftrag sei ein „midnight run“, in diesem Zusammenhang also ein leichter und schneller Job. Außerdem muss der Flüchtige bis Freitag Mitternacht abgeliefert werden – auch in dieser Hinsicht ist der Auftrag also ein „midnight run“.